# Bwin
A bwin Interactive Entertainment AG, korábbi nevén betandwin, egy osztrák központú internetes fogadóiroda.
A bwin cégcsoport több mint 20 millió regisztrált felhasználóval rendelkezik több mint 25 országban. A vállalat számos portálon keresztül sportfogadást, pókert, kaszinó illetve egyéb online szerencse és ügyességi játékokat valamint egyes kiemelt sportesemények élő közvetítését (pl. a Német labdarúgó-bajnokság) kínálja felhasználóinak. A bwin Interactive Entertainment AG 2000 márciusa óta van bejegyezve a bécsi tőzsdén, mint anyacég számos szolgáltatást nyújt leányvállalatainak valamint társvállalkozásainak. Ezen központilag elvégzett feladatok közé tartozik a szoftverfejlesztés, marketing, kommunikáció, emberi erőforrás menedzsment és pénzügyi szolgáltatások. A bwin cégcsoport napi üzleti tevékenységeit ezek a leány- illetve társvállalkozások fejtik ki licencszerződések segítségével. A vállalat kompetencia központjai Bécsben, Stockholmban valamint Gibraltárban találhatóak.

## Története
A bwin 12 alkalmazottal kezdte meg életét 1997-ben, a cég az alapítástól kezdve 2006-ig betandwin néven vált közismertté. A vállalat első internetes oldala egy évvel a megalakulás után indult válaszként a növekvő sportfogadás-piaci igényekre. Az egyik legfontosabb fejlesztés a cég történelmében az élő sportfogadás bevezetése volt. Ez a termék, melyet a cég saját fejlesztői alkottak meg, lehetőséget kínál a felhasználóknak, hogy egy adott sportesemény közben kössenek fogadásokat. A cég osztrák tőzsdén való bevezetésére 2000 márciusában került sor. 2001 júniusában a betandwin megvásárolta a Simon Bold-ot (Gibraltár), amely ma bwin International Ltd. néven működik. Ezzel a lépéssel a cég legnagyobb konkurenseit követve áthelyezte fő tevékenységeit Gibraltárba. 2001 decemberére a betandwin készen állt, hogy belépjen az online kaszinójátékok piacára és elindította az első kaszinóportálját. Két évvel később; 2003 júliusában betandwin bemutatta online játékportálját is, mely a Balls of Fire nevet kapta.
2004 decemberében betandwin elindította többjátékos pókerszolgáltatását, melyben a felhasználók egymás ellen vetélkedhetnek. A cégcsoport 2005 júniusában megvásárolta a betodo.com fogadóirodát, hogy kiterjessze tevékenységét a Görög piacra. Ezt ugyanezen év decemberében egy újabb felvásárlás követte, melynek tárgya az Ongame e-Solutions AB volt. Ez a lépés összhangban volt a vállalat stratégiájával, hogy kiterjessze tevékenységét az online póker piacon, a cégátvétel után az Ongame e-Solutions neve bwin Games-re változott. Szintén 2005-ben a betandwin megvásárolta a nemzetközi médiajogokat a Német Labdarúgó-bajnoksághoz.
2006 augusztusában a cég elindította új bwin védjegyét. Ez annak köszönhető, hogy az eddig használt betandwin márkanév – melyet túlságosan leírónak, funkcionálisnak és felsőbbrendűnek találtak – nem volt alkalmas a cég által kínált széles termékkör képviseletére. Ekkorra a cégcsoport termékei közé sorolta az online sportfogadást, pókert, kaszinó játékokat és egyéb online játékokat. 2007-ben a bwin elkezdte a nagyobb sportesemények élő online videóközvetítését. 2009 szeptemberében a cég egy újabb fontos cégátvételt jelentett be; ez alkalommal a legrégebb óta létező olasz játékportált: a Gioco Digitale-t vásárolták meg. A 100%-os tulajdonrész megszerzése lehetővé tette a bwin számára, hogy megvesse a lábát a növekvő olasz piacon.

## Szolgáltatásai

### Sportfogadás
A sportfogadás a bwin fő tevékenységi köre. A felhasználók mára több mint 90 különböző sportágban fogadhatnak, a legnagyobb érdeklődésre a labdarúgás tart számot. A többi sport közül meg kell még említeni a szintén népszerű amerikai sportokat, labdajátékokat, téli sportokat és a motorsportokat mely magába foglalja a Forma 1-et és a MotoGP-t. Egyes egzotikus sportok, mint a görkorcsolyás hoki, futsal vagy a darts szintén helyet kaptak a napi ajánlatban. Azonban nem csak sportokra lehet fogadni a bwin-nél, egy sor másfajta eseményen is szerencsét lehet próbálni. Ide tartoznak a politikai fogadások valamint a közéleti események; mint az Oscar-gálák, tehetségkutató versenyek, eurovíziós dalfesztiválok vagy szépségversenyek.

### Póker
A bwin Póker a következő alapvető pókerfajtákat tartalmazza: Texas Hold’Em, Omaha, Omaha Hi/Lo, Seven Card Stud, Seven Card Stud Hi/Lo és Five Card Draw. Ami a tétlimiteket illeti, a felhasználók választhatnak a fix limites, no limites és a pot limites játékok között. A pókernek egy „játékpénzes” változata is elérhető az új játékosok számára, mellyel ingyen kipróbálhatják a különböző pókerfajtákat. A bwin Póker mind Sit & Go, mind tervezett versenyeket kínál. A Sit & Go versenyek azonnal elkezdődnek, amint egy előre meghatározott versenyzőszám leült egy asztalhoz. A tervezett versenyek egy előre meghatározott időpontban kezdődnek és több asztalnál játszódnak párhuzamosan. Ennél a játékfajtánál a megfizetett helyezések nyereménye és száma a játék kezdésekor jelenlévő résztvevők számától függ. A bwin Póker-hez elérhető egy windowsos szoftver, egy Java alapú szoftver és egy mobil eszközön használható változat. A Java kliens használható Windows, Mac OS és Linux alatt is.

### Kaszinójátékok
A bwin több mint 80 kaszinójátékot kínál felhasználóinak a klasszikus játékoktól kezdve, mint a Roulette vagy a Blackjack a nyerőgépeken át egészen a kaszinó versenyekig. Ennek a szolgáltatásnak nagy hagyománya van a cégnél; 2001-ben második termékként mutatták be a sportfogadás után.

### Ügyességi- és szerencsejátékok
A bwin több mint 60 játékot kínál melyek a szerencse-, ügyességi-, minijátékok, Paradice és a Backgammon kategóriákba sorolhatók. Ez a terület kínálja a vállalat számára a legnagyobb fejlődési potenciált.

## Jogi háttér
A szerencsejátékok nemzetközi jogi hátterét számos törvény és szabályozás kusza egyvelege alkotja. Ennek köszönhetően a bwin helyzete országról országra változó.(1) Nagy-Britannia és Olaszország éveken át korlátozta az online szerencsejátékok piacát. Az olasz hatóságok e hagyományokkal szakítva engedélyezték az online pókerversenyeket és más országok, mint például Franciaország, Spanyolország és Dánia is bejelentették a szándékukat, hogy szigorú feltételek és állandó ellenőrzés mellett ugyan, de megnyitják piacukat a magáncégek felé. Más országok viszont még mindig fent kívánják tartani az állami monopóliumot az internetes szerencsejátékok területén, egyes országokban még az állami vállalatok sem vehetnek részt ilyen tevékenységben és tiltott mindenfajta szerencsejáték. Az effajta központi szabályozások jelentős jogi bizonytalanságot és bírósági perek sorát, valamint burjánzó internetes szürke vagy feketepiac kialakulását eredményezik. Állami irányítás és egységes nemzetközi szabályozások hiányában, az internetes felhasználók gyakran vannak kitéve egyéb kétes eredetű internetes termékeknek és bizonytalan hátterű cégeknek.

## Szponzorálás
A sport és más események szponzorálása mindig kulcsszerepet játszott a cég filozófiájában. A bwin jelenleg két nemzetközileg elismert labdarúgó csapatot a Real Madridott és az AC Milant szponzorálja, a múlt folyamán szintén támogatták az FC Bayern München-t valamint 2005-től 2008-ig a Portugál labdarúgó-bajnokságot. Ezt korábban betandwin Ligának is nevezték majd BWINLIGA lett a neve. Más sportágakban is születtek szponzorációs szerződések. Ezek közé sorolható a MotoGP, a Volvo Ocean Race tengeri vitorlásversenyen a Green Dragon csapat támogatása a 2008-09-es szezonban, a Nemzetközi Kosárlabda Szövetség (FIBA) szponzorálása, a Tarifában (Spanyolország) megrendezésre kerülő profi kitesurf verseny: a Kite Surf Pro Tour, valamint sok más helyi és nemzetközi sportesemény támogatása. Ezen kívül a bwin számos pókereseményt is szervez, mind internetes mind offline formában. A legismertebb online versenyek között meg kell említeni a ChampionChip, a The Grand, Big Bounty, a The Big Deal és a 100,000 US Dollar Freeroll eseményeket. Az offline események között említést érdemelnek a World Series of Poker (WSOP) selejtezői, az Aussie Millions és a World Poker Tour más eseményei, a PokerIsland valamint a Magic Moments of Poker. A bwin ezen kívül kizárólagos szponzora a WPT Venice-nek (wptvenice.com).

## Társadalmi felelősségvállalás
A bwin a társadalmi felelősségvállalási programjának keretein belül egy saját részleget hozott létre, mely legfőképp a kiskorúak védelmét, a fogadások befolyásolása elleni küzdelmet, valamint a játékfüggőség megelőzését tűzte ki célnak. A cég a Harvard Medical School-al közös kutatási programjával támogatja az ezen a területen folytatott tudományos tevékenységet. A bwin aktív az EGBA-ban (European Gaming and Betting Association), melynek célja a tisztességes verseny elérése egy szabályozott internetes szerencsejátékpiacon. Mint alapító tag az ESSA-ban (European Sports Security Association), a vállalat a sportfogadásoknál jelenlévő manipuláció és a kizsákmányolás ellen küzd.

## A cég kivonulása 18 országból
A Bwin bejelentette, hogy az alábbi országokból vonul ki:
Argentína, Fehéroroszország, Lengyelország, Ukrajna, Románia, Szlovénia, Finnország, Lettország, Litvánia, Ciprus, Görögország, Horvátország, Brazília, Macedónia, Szerbia, Magyarország, Kolumbia és Örményország.